# Lepthyphantes cruentatus
Lepthyphantes cruentatus är en spindelart som beskrevs av Andrei V. Tanasevitch 1987. Lepthyphantes cruentatus ingår i släktet Lepthyphantes och familjen täckvävarspindlar. Inga underarter finns listade i Catalogue of Life.